# Five Nights at Freddy's 2
Five Nights at Freddy's 2, spesso abbreviato in FNaF 2, è un videogioco survival horror punta e clicca della serie Five Nights at Freddy's sviluppato e pubblicato da Scott Cawthon l'11 novembre 2014 su Steam per Microsoft Windows. Un port del videogioco è stato pubblicato per Android e iOS rispettivamente il 12 e il 20 novembre 2014. Nel 2019 la versione mobile di Five Nights at Freddy's 2 è stata aggiornata per eguagliare quella su PC, mentre il 29 novembre 2019 un port del gioco è stato pubblicato su Xbox One, Nintendo Switch e PlayStation 4.
Narra le vicende di Jeremy Fitzgerald, una guardia notturna appena assunta alla "Nuova e migliorata Freddy Fazbear's Pizza", che viene attaccata continuamente dai nuovi animatroni a causa di alcuni errori nella loro programmazione.
Il videogioco ha ricevuto reazioni miste da parte della critica: sono state elogiate l'atmosfera, la trama e i jumpscare, ma è stata critica la difficoltà. Un film di Blumhouse Productions ispirato al videogioco verrà pubblicato nel dicembre 2025.

## Trama
Il giocatore assume il ruolo di Jeremy Fitzgerald, una guardia notturna appena assunta alla "Nuova e migliorata Freddy Fazbear's Pizza". Jeremy viene contatto via telefono da Ralph, anche conosciuto come "Phone Guy",  all'inizio di ogni notte per fornire consigli e informazioni sul retroscena del ristorante. Ralph spiega che i nuovi animatroni hanno un sistema di riconoscimento facciale e l'accesso a un database criminale al fine di proteggere i bambini da potenziali danni, ma che non sono programmati per una modalità notturna adeguata. Essi si dirigono autonomamente verso l'ufficio della guardia in quanto, sentendo dei rumori, pensano che vi sia qualcuno da dover intrattenere. 
Man mano che il gioco procede, Ralph menziona che circolano voci e, in seguito, che è in corso un'indagine della polizia riguardo al ristorante. Nella quinta notte del gioco, Jeremy viene informato dal Phone Guy che il ristorante è stato bloccato a causa di un evento non specificato, e che la polizia vuole assicurarsi che nessun dipendente, attuale o precedente, possa entrare o uscire. L'uomo menziona anche che il posto di guardia diurna è divenuto vacante e Jeremy potrebbe essere promosso. Jeremy riceve un assegno alla fine del turno, datato 12 novembre 1987.
Nella sesta notte, Ralph informa Jeremy che il ristorante è rimasto chiuso per un motivo sconosciuto, e menziona il fatto che qualcuno ha indossato un costume giallo di ricambio e che ora nessuno degli animatroni funziona come dovrebbe, tuttavia lo rassicura sostenendo che verrà promosso il giorno seguente. Al termine della notte viene mostrato un giornale che annuncia la chiusura del ristorante, affermando che i nuovi animatroni "toy" verranno smantellati, mentre le loro controparti vecchie verranno usate in un nuovo locale che Fazbear Entertainment intende aprire in futuro. Nella settima notte, il giocatore assume il controllo di Fritz Smith. Il nuovo guardiano viene licenziato alla fine della notte.
Casualmente nel gioco, il giocatore si ritrova trascinato in minigiochi in stile Atari che rivelano che la catena ha avuto un passato travagliato, poiché è stato il luogo di diversi omicidi, con un totale di almeno 11 bambini, di cui uno ucciso fuori da un ristorante della catena Fredbear's, cinque uccisi nella prima Freddy Fazbear's Pizza, e cinque uccisi alla pizzeria attuale. In ciascuno di questi casi, il colpevole è sempre la stessa persona, un misterioso individuo rappresentato come una figura viola.

## Modalità di gioco
Five Nights at Freddy's 2 è un videogioco survival horror punta e clicca. Come nel capitolo precedente, il giocatore dovrà sopravvivere per cinque notti nella Freddy Fazbear's Pizza da mezzanotte fino alle sei del mattino evitando di essere attaccato dagli animatroni che nel frattempo si sposteranno di stanza in stanza e durante il passare delle notti saranno più attivi.
Il giocatore non può fuggire dall'ufficio di sicurezza, ma può cercare di controllare i movimenti degli animatroni attraverso un tablet collegato alle telecamere della pizzeria. L'ufficio ha tre entrate: un corridoio centrale e due condotti di ventilazione. Quest'ultime sono equipaggiate con una luce che all'occorrenza può essere usata per controllare la presenza di nemici e, talvolta, mandarli via. A differenza del capitolo precedente, nessuna delle entrate può essere chiusa in alcun modo.
Gli animatroni presenti in questo capitolo sono: Freddy, Bonnie, Chica, Foxy e Golden Freddy del primo titolo in una versione più decrepita; delle versioni aggiornate e con costumi fatti di plastica dei primi quattro, chiamate "Toy"; e due nuovi personaggi chiamati Balloon Boy e la Marionetta. Il giocatore può indossare una maschera di Freddy Fazbear per respingere gli attacchi degli animatroni. Tale maschera tuttavia non funzionerà contro due specifici animatroni: la versione malridotta di Foxy e la Marionetta. Il giocatore avrà anche a disposizione una torcia per illuminare il corridoio principale o le varie stanze. Sebbene l'energia per le telecamere e per le luci dei canali di ventilazione sia illimitata, la batteria della torcia tende a scaricarsi con l'uso; in tal caso, il giocatore sarà vulnerabile agli attacchi. La torcia può essere usata per scacciare la versione malridotta di Foxy. Inoltre, in una stanza è presente un carillon che deve essere ricaricato continuamente in modo da farlo suonare per tutta la notte per tenere a bada la Marionetta.
Il giocatore viene ucciso se sorpreso da un qualsiasi animatrone, eccetto Balloon Boy, che disattiva solo la torcia. Dopo che il giocatore riceve un game over, potrebbe ricevere uno dei quattro minigiochi in stile Atari. Il videogioco è diviso in livelli chiamati "notti", che durano diversi minuti reali e aumentano di difficoltà gradualmente. Completando tutte le cinque notti si sblocca una sesta notte più difficile, che a sua volta sblocca una "custom night", nella quale il giocatore può modificare la difficoltà di ogni animatrone. Per completare il gioco bisogna vincere le cinque notti, finire la sesta notte e la custom night in modalità 20/20/20/20, per ottenere tre stelle nel menù principale.

## Personaggi

### Umani
- Jeremy Fitzgerald: è il protagonista del gioco. È una guardia notturna della pizzeria che dovrà difendersi dagli attacchi degli animatroni indossando una maschera di Freddy per far credere di essere uno di loro.[1] Il suo nome è visto sull'assegno al termine della quinta notte. Non si sa nulla del suo aspetto fisico. Viene trasferito al turno diurno dopo la sesta notte. È la possibile vittima del morso dell'87 menzionato nel primo gioco.[2]
- Fritz Smith: è il guardiano notturno che sostituirà Jeremy nella settima notte. Il suo nome è visto sulla lettera di licenziamento al termine della settima notte.[2] Non si sa nulla del suo aspetto fisico. Potrebbe in realtà essere Michael Afton sotto uno pseudonimo vista la somiglianza del licenziamento con Mike Schmidt.
- Ralph o "Phone Guy": un impiegato della pizzeria che contatta telefonicamente il protagonista per aiutarlo a fare al meglio il proprio lavoro. Gli spiega il motivo del comportamento ostile dei nuovi animatroni e come difendersi dai nemici, oltre ad informarlo di misteriosi eventi che stanno accadendo nella pizzeria.[1] È doppiato da Scott Cawthon, il creatore del gioco.
- William Afton: è il vero antagonista principale della serie. È un serial killer infanticida spietato che ha ucciso diversi bambini e ha nascosto i loro corpi negli animatroni.[1] Nei minigiochi viene spesso rappresentato con l'aspetto di una figura viola, motivo per cui è anche conosciuto con il soprannome di Purple Guy.

### Animatroni
- Toy Freddy: il nuovo modello di Freddy. È più grasso dell'originale e ha le guance rosse, indossa un cappello a cilindro e porta con sé un microfono. A differenza del suo predecessore, inizierà a dare la caccia al giocatore sin dalla prima notte, ma sarà più attivo durante la quinta. Quando entra nell'ufficio, i suoi occhi si spengono, lasciando scoperti quelli del suo endoscheletro. Attacca dal corridoio centrale.[12]
- Toy Bonnie: il nuovo modello di Bonnie. È di colore azzurro acceso, con fiocco e guance rosse, occhi verdi con ciglia lunghe, palpebre lilla e un ciuffo di coda bianco. Normalmente sarà il più attivo di tutti gli animatroni e si attiverà sin dalla prima notte, ma sarà più attivo nella seconda e nella quinta. Attacca dal condotto a destra.[12]
- Toy Chica: il nuovo modello di Chica con il corpo più magro e petto più pronunciato; ha le guance e mutande rosa e possiede un cupcake con gli occhi simile a quello apparso nel primo gioco. Quando lascia il palco le cadrà il becco ed i suoi occhi si spegneranno, lasciando scoperti gli occhi e i denti del suo endoscheletro. Agisce in modo simile a Toy Bonnie, ma attacca dal condotto a sinistra. Si attiva dalla prima notte.[12]
- Mangle: è una volpe bianca con il rossetto e le guance rosse. All'inizio è stato un tentativo di creare un nuovo modello di Foxy, ma i bambini lo smontavano sempre, così l'hanno utilizzato come un animatrone da smontare e rimontare. Per questo motivo l'endoscheletro meccanico è ben visibile e privo di rivestimento, rivelando inoltre che Mangle possiede due teste. Si attiverà dalla seconda notte e, a differenza degli altri animatroni, Mangle si muove quasi sempre sul soffitto. Attacca dal condotto a destra e la sua presenza è riconoscibile dal fatto che nelle stanze in cui è presente si può udire un segnale radio piuttosto distorto.[8][12]
- Balloon Boy (o BB): è un nuovo animatrone con le sembianze di un bambino, vestito con maglia a strisce blu e rosse, pantaloni blu, scarpe marroni, un cappello con l'elica ed ha un palloncino giallo e rosso. Il suo scopo è vendere palloncini ai bambini. Si attiverà dalla seconda notte e cercherà di entrare attraverso il condotto a sinistra. Non attaccherà mai direttamente il giocatore, ma metterà fuori uso la torcia e le luci dei condotti, lasciandolo esposto all'attacco di Foxy.[8][12] A esclusione della Game Area e la telecamera del condotto a sinistra, Balloon Boy non è visibile nelle telecamere.
- Withered Foxy: è una volpe rossiccia, dotata di un uncino al posto della mano destra. Rispetto agli altri vecchi animatroni, non ha subito cambiamenti significativi nel suo design, fatta eccezione per l'assenza di rivestimento nel suo orecchio sinistro e in varie parti del corpo, lasciando scoperte le sue parti meccaniche. Si attiverà dalla seconda notte, ma sarà più attivo dalla terza e attacca dal corridoio centrale. A differenza degli altri animatroni, non si fa ingannare dalla maschera di Freddy, e se ne va solo se Jeremy usa la torcia quando è presente nel corridoio.[8][12] È posseduto da Fritz.[13]
- Withered Bonnie: lo stesso Bonnie presente nel primo gioco. Ha il viso sventrato, lasciando scoperto l'endoscheletro sottostante. È inoltre privo del braccio sinistro, facendo fuoriuscire i cavi elettrici. Si attiverà dalla terza notte. È il più attivo tra i vecchi animatroni e attacca dal condotto a sinistra.[12] È posseduto da Jeremy.[13]
- Withered Chica: la stessa Chica presente nel primo gioco. Ha le mascelle orrendamente dislocate, dando modo di vedere la bocca dell'endoscheletro al suo interno. Inoltre è priva di entrambe le mani, facendo fuoriuscire i cavi elettrici. Si attiverà dalla terza notte e ha lo stesso comportamento di Bonnie, ma attacca dal condotto a destra.[12] È posseduta da Susie.[13]
- Withered Freddy: lo stesso Freddy presente nel primo gioco. A differenza degli altri animatroni, il suo design dal gioco precedente è rimasto quasi invariato, eccetto alcune piccole scuciture nel costume. Si attiverà dalla terza notte, ma è più facile da individuare rispetto al primo gioco. Ha lo stesso comportamento di Bonnie e Chica, ma attacca dal corridoio centrale.[12] È posseduto da Gabriel.[13]
- Puppet (detta anche Marionette): è un nuovo animatrone, unico del precedente locale a non aver fatto la fine dei Withered,[‡ 5] simile ad una marionetta, ha un corpo alto e sottile di colore nero con strisce bianche sugli arti e indossa una maschera da Pierrot con labbra e guance rosse e strisce viola simili a lacrime che gli vanno dagli occhi alla bocca. È proprio il Puppet che mise le anime dei bambini defunti negli animatroni, e sembra un'entità sovrannaturale. Il suo scopo era quello di dare i regali ai bambini nell'angolo dei premi, dove si trova la sua scatola. Si attiverà dalla prima notte e, come per Foxy, ignora la maschera di Freddy. Durante la notte, Jeremy deve ricaricare il music box per tenere a bada il Puppet, dato che se non lo carica per troppo tempo, uscirà dalla sua scatola e lo ucciderà dopo alcuni secondi.[8][12] È posseduto dall'anima di Charlotte Emily, la prima vittima della furia di William Afton.[1][13]
- Withered Golden Freddy: è uguale a Freddy, ma di colore giallo oro e privo di occhi. Rispetto la sua controparte del primo gioco, è molto più sporco e rovinato con cavi elettrici che fuori escono da alcune parti del corpo ed è anche privo dell'orecchio sinistro. Si attiverà durante la sesta notte e, a differenza degli altri animatroni, non è visibile nelle telecamere. Può comparire nell'ufficio o solo la sua testa fluttuante nel corridoio.[12] È posseduto dal Crying Child.[13]

### Easter Egg
- JJ: un animatrone identico a Ballon Boy con il viola e il rosa al posto del rosso e del blu, appare da sotto il tavolo e non fa nulla, è un easter egg. Diventerà un'antagonista ufficiale dalla Ultimate Custom Night.[14]
- RWQFSFASXC: Conosciuto tra i fan come Shadow Bonnie, è una versione a silhouette di Toy Bonnie, con occhi e denti bianchi, appare casualmente nel lato sinistro dell'ufficio, provocando un crash del gioco, è un easter egg. Già dal prossimo capitolo diventa un personaggio ricorrente.[10][14]
- Shadow Freddy: è una versione di colore viola scuro di Golden Freddy, con occhi e denti bianchi luminosi, appare in Parts/Service, seduto nella posizione di Withered Bonnie, ma non fa niente, è anche lui un easter egg. Già dal prossimo capitolo diventa un personaggio ricorrente.

## Sviluppo
Poco dopo l'uscita di Five Nights at Freddy's, lo sviluppatore Scott Cawthon inizlò a confermare le voci di un sequel del gioco. Cawthon in un'intervista disse che concepì il secondo capitolo come "caotico" rispetto al primo e cercò di dare al gioco un'ambientazione "abbastanza industriale". Inizialmente il videogioco avrebbe dovuto avere anche una "toxic bar", che non permetteva al giocatore di tenere addosso la maschera di Freddy per troppo tempo, che però poi fu eliminata durante lo sviluppo.
Il 13 settembre 2014, Cawthon pubblicò un teaser di un sequel sulla sua pagina web. Un trailer del gioco venne pubblicato nell'ottobre 2014. La data di uscita prevista era il 25 dicembre 2014.

### Distribuzione
Five Nights at Freddy's 2 è stato distribuito per Microsoft Windows l'11 novembre 2014 su Steam. Una versione per Android è stata pubblicata il 12 novembre, seguita da una per iOS il 20 novembre. La versione mobile è stata aggiornata nel corso del 2019 e un port per Nintendo Switch, PlayStation 4 e Xbox One è stato pubblicato il 29 novembre 2019.

## Accoglienza
| Testata                              | Versione | Giudizio |
| ------------------------------------ | -------- | -------- |
| Metacritic (media al 25 giugno 2025) | PC       | 62/100   |
| PC Gamer                             | PC       | 70/100   |
| Destructoid                          | PC       | 7/10     |
| Gamezebo                             | MOB      | 80/100   |
| Nintendo Life                        | NS       | 6/10     |
| TouchArcade                          | MOB      | 3,5/5    |

Five Nights at Freddy's 2 ha ricevuto reazioni "miste o medie" su Metacritic. Alcuni critici hanno consigliato il capitolo come primo gioco da provare per la serie. Shaun Musgrave di TouchArcade ha affermato che sia di gran lunga superiore al primo capitolo, apprezzando le novità e la trama. Ric Nowen di Destructoid ha sostenuto che Five Nights at Freddy's 2 abbia migliorato migliorato ciò che era già stato introdotto nell'originale, aggiungendo anche qualcosina in più.
L'atmosfera tetra del gioco è stata elogiata. Nadia Oxford di Gamezebo ha evidenziato gli effetti sonori, i jumpscare e i design degli animatroni, sostenendo che hanno contribuito molto a rendere l'atmosfera del gioco ancora più spaventosa. Omri Petitte di PC Gamer ha affermato che il gioco abbia un'ambientazione "eccellente" e che Cawhon "abbia mostrato le sue capacità nel creare un'esperienza davvero spaventosa". È stata elogiata anche la trama del gioco. Nowen di Destructoid ha definito la trama un "mistero complesso" e ha evidenziato come i minigiochi in stile Atari siano allo stesso tempo intriganti e disturbanti. Musgrave di TouchArcade ha trovato la trama soddisfacente, affermando che era meno rispetto al gioco precedente, ma lo stesso misteriosa.
La critica ha invece giudicato negativamente la difficoltà del gioco, alcuni sostenendo che toglie molto all'esperienza spaventosa del gioco. Musgrave ha affermato che la difficoltà del gioco potrebbe scoraggiare i giocatori che erano interessati al primo capitolo, e Oxford di Gamezebo ha pensato che il problema fosse il gran numero di nemici, che potrebbero rendere il gioco "opprimente". Petitte di PC Gamer ha trovato che la costante pressione che dà la difficoltà ha tolto molto all'atmosfera horror. Mitch Vogel di Nintendo Life ha notato che l'elevato numero di attività che deve fare il giocatore abbia reso Five Nights at Freddy's 2 molto più "stressante che spaventoso", considerandolo peggiore rispetto al primo capitolo. I jumpscare sono stati accolti positivamente, tuttavia alcuni critici gli hanno trovati un po' ripetitivi dopo aver perso un paio di volte. Nowen di Destructoid ha affermato che i jumpscare del gioco facevano effetto, ma perdevano valore se ripetuti troppo spesso. Vogel di Nintendo Life ha sostenuto che hanno perso velocemente il loro fascino durante le sue partite a causa della complessità del gioco, dal momento che diventavano prevedibili dopo poco tempo.

## Eredità
Dopo il successo del primo film della serie, Blumhouse Productions annunciò che avrebbe adattato anche Five Nights at Freddy's 2. Le riprese sono iniziate nel novembre 2024 e il film verrà distribuito nelle sale italiane il 4 dicembre 2025.